# Фурумати

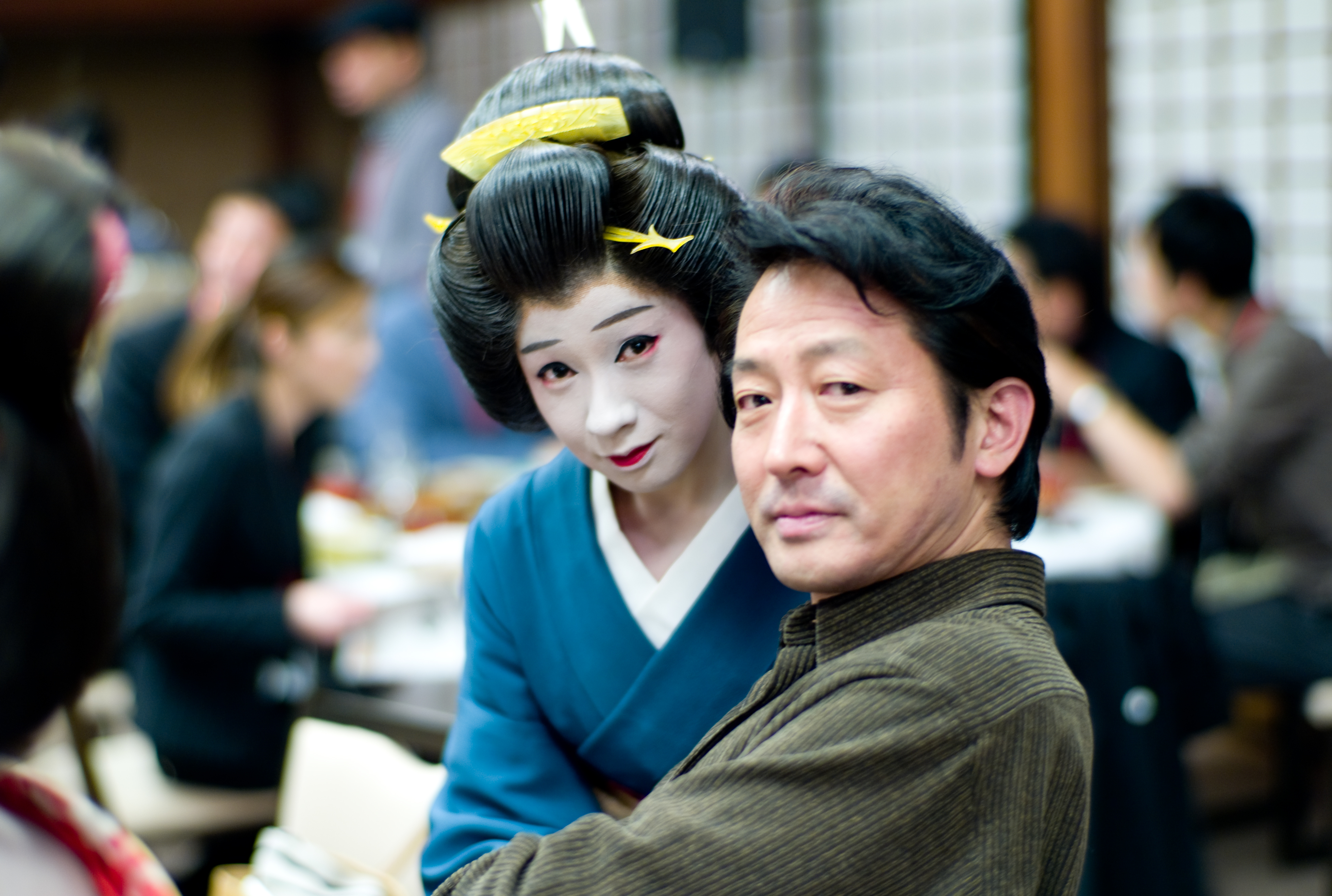
Гейша Бэнико на банкете (о-дзасики) с актёром Такуро Тацуми

Фурумати (яп. 古町, дословно «старый город») — квартал гейш, расположенный в районе Тюо-ку в Ниигате. В период расцвета в Фурумати работало около 400 гейш; по состоянию на 2011 год в Фурумати их было 26.

## История

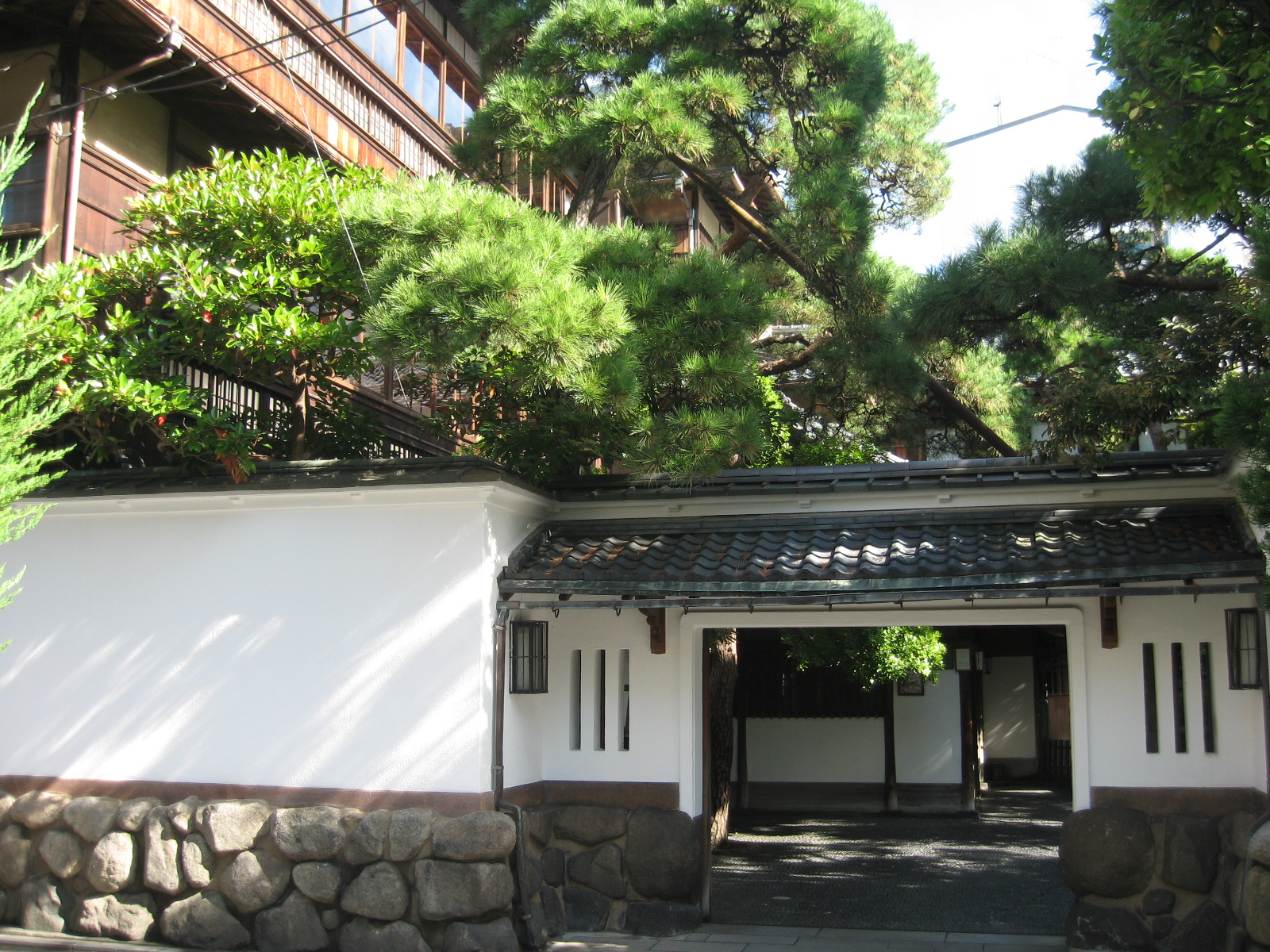
Набэдая

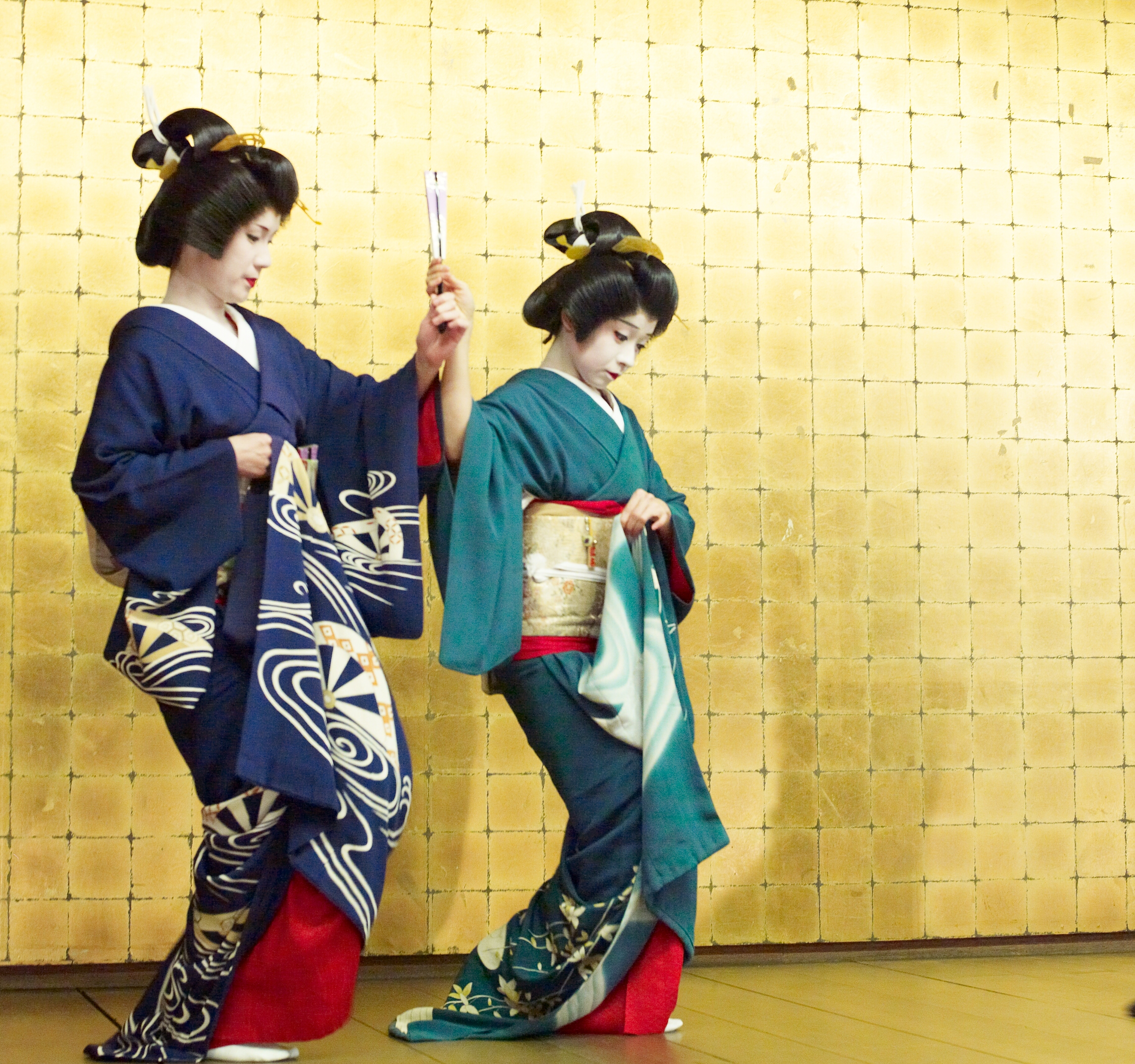
Танец томэсодэ из Фурумати

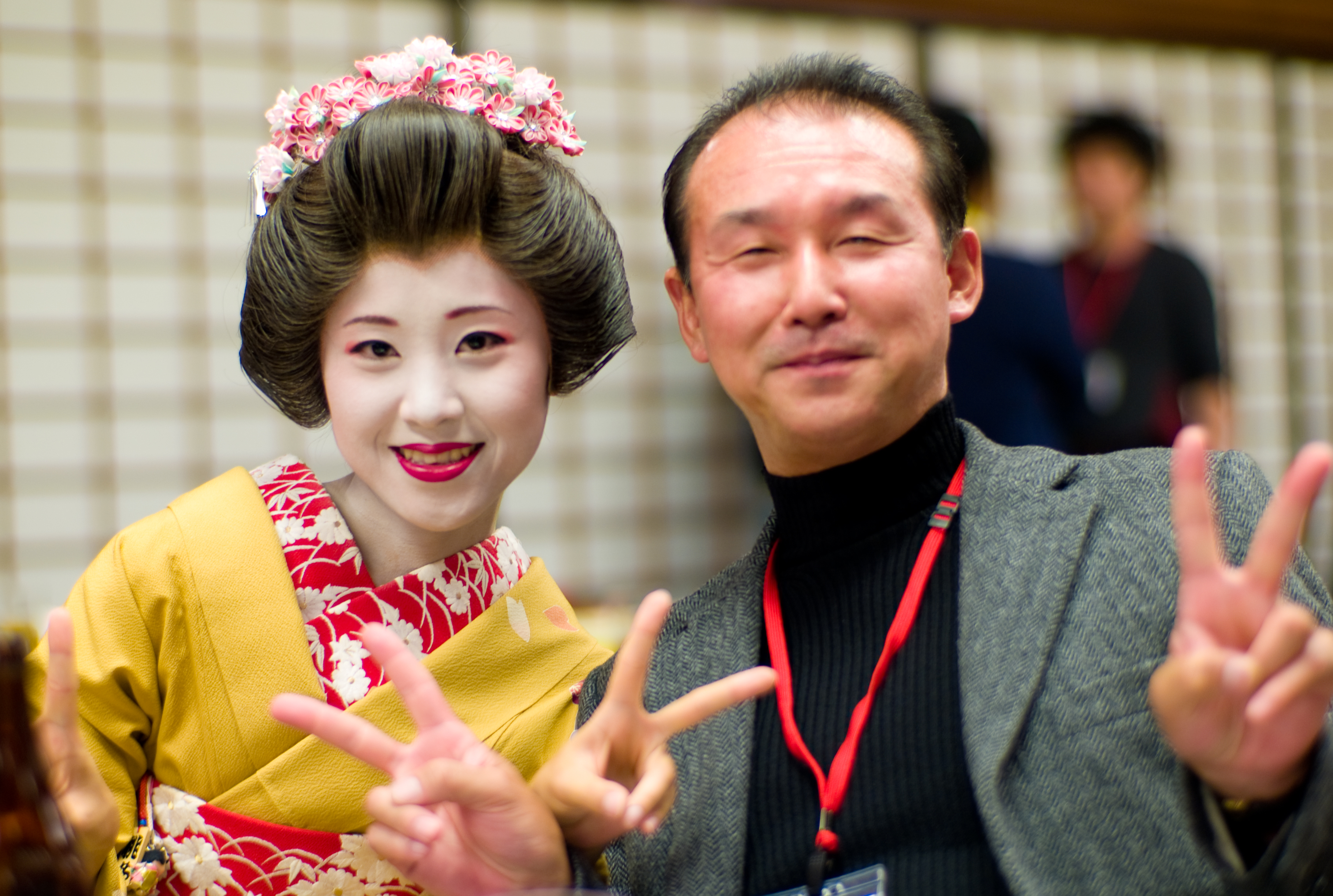
Фурисодэ-сан с гостем

Фурумати изначально был торговым кварталом, а ханамати в этом районе появился в Ниигате ещё в период Эдо: первое упоминание датируется 1688 годом. Тогда он объединял проституток и гейш, однако после пожара в конце 1880-х годов бордели были перенесены за пределы городских стен.
Фурумати не пострадал ни от войны, ни от землетрясения 1964 года, благодаря чему там сохранилась оригинальная архитектура, в частности знаменитый ресторан Набэдая (яп. 鍋茶屋) 1846 года, признанный объектом высокой культурной ценности.
В период Тайсё количество гейш в городе сильно возросло: в 1889 году — 128, а в 1913 — уже 268 человек. Через три года их стало ещё больше, и в Ниигате было организовано голосование на звание самых красивых гейш «Десять красавиц Ниигаты» (яп. 新潟十美人 ниигата дзю: бидзин). В 1960-х сильно сократился поток желающих выучиться на гейшу, а 1968 году число учениц во всей Ниигате достигло нуля; количество гейш стало быстро падать, а их средний возраст — расти. В 1986 году самой молодой гейше города было 36 лет, средний возраст гейши составлял 53 года, а в 1928—1933 годах соотношение гейш до 30 лет и после равнялось 5 к 1. Пятидесятилетних гейш (и старше) в 1928—1933 годах было не более двух. Ввиду бедственного положения ханамати в 1987 году была основана компания «Город ив» (яп. 柳都振興株式会社 рю:то синко: кабусики гайся). Оплатив годовой взнос в 100 тысяч иен, работница «Города ив» получает помощь в приобретении кимоно и аксессуаров, уроки танцев и музыки, а также право участвовать в организуемых компанией мероприятиях. Теперь гейши Фурумати делятся на две группы: классические гейши, приписанные к традиционным окия, и работницы компании «Город ив», известные как рюто (яп. 柳都 рю:то). «Классические» гейши иногда высказываются о «рюто» свысока, утверждая, что те исполняют самые простые танцы и не посвящают ремеслу достаточного внимания, однако они снискали популярность ввиду широкого освещения их работы в СМИ, а также участия в мероприятиях типа открытия заседания министров труда «Большой восьмёрки» в мае 2008 года. В 2015 году в «Городе ив» работало три гейши и 9 учениц.
Количество гейш в Фурумати по годам:
- 1928—298
- 1931—314
- 1955—198
- 1963—192
- 1976—110
- 1986 — 60
- 2011 — 26

Большой проблемой для ханамати остаётся недостаток гейш-исполнительниц (яп. 地方 дзиката), владеющих традиционным вокальным искусством и умеющих играть на сямисэне.

## Особенности
В отличие от Киото, где полноправные гейши называются «гэйко», а ученицы — «майко», в Ниигате они именуются, соответственно, «томэсодэ» и «фурисодэ», по названию рабочего кимоно; для получения статуса томэсодэ требуется учиться 7—8 лет. Помимо кимоно, у гейш и учениц отличаются способы завязывания пояса и парики: фурисодэ носят узел «стрела» (яп. 矢の字結び я-но-дзи-мусуби) и причёску момоварэ с сезонными украшениями, а томэсодэ — «барабан» (яп. お太鼓結び о-тайко-мусуби) и разновидность причёски «симада» (яп. 中の高島田 тю: но такасимада), украшенную простыми шпильками из черепахового панциря. Танцевальная школа Фурумати носит название Итияма-рю (яп. 市山流 итияма рю:).

## Фурумати-одори
С 1982 года в июле в Центре визуальных искусств Ниигаты ежегодно проводится фестиваль Фурумати-Ниигата-одори (яп. 古町新潟をどり). В программу включено исполнение гейшами танцев в жанрах нагаута и коута, а также из репертуаров театров но, кабуки, дзёрури и кёгэн.